# Namkham
Namkham, ou Namhkam, est une ville de Birmanie située dans le nord de l'État Shan, sur le coude de la rivière Shweli, qui marque à cet endroit la frontière avec la province chinoise du Yunnan. Elle se trouve sur l'ancienne route de Birmanie entre Bhamo, au nord-ouest, et Muse au nord-est.

## Histoire
L'administration coloniale britannique construisit en 1897 une piste muletière entre Bhamo, sur l'Irrawaddy, et la frontière chinoise, à 90 km.
Durant la Seconde Guerre mondiale, la route de Birmanie entre Lashio et Kunming (au Yunnan) fut coupée par les japonais, privant de ravitaillement l'armée nationale révolutionnaire du Kuomintang, engagée depuis 1937 dans la Guerre sino-japonaise. Pour y remédier, les alliés construisirent une route depuis Ledo en Assam (Inde) à travers le nord de la Birmanie. Cette route (Ledo Road) atteignit fin 1944 Bhamo, où elle rejoignit le vieux tronçon aboutissant à la frontière chinoise par Namkham et Muse,. Le premier convoi à atteindre Kunming, parti de Ledo le 12 janvier 1945, arriva le 4 février 1945. Le docteur Gordon Seagrave, dit le Chirurgien birman, dirigeait l'hôpital missionnaire américain au-dessus de Namkham,. On pense qu'il pratiquait le renseignement en même temps que la médecine.

## Agriculture
La culture du pavot dans la région durant l'occupation britannique a causé à l'Est de la ligne Lashio-Namkham une déforestation considérable, déjà constatée en 1920. Un rapport de 2005 produit par l'Armée de l'État Shan recense 1800 toxicomanes dans la seule ville de Namkham, et des centres de désintoxication communautaires ont été mis en place pour traiter un problème croissant. Le premier, ouvert en 1998, fut déclaré illégal et fermé en 2000 par les autorités. Des moines bouddhistes et des enseignants participent aussi à la lutte contre l'expansion du virus VIH parmi les toxicomanes.
La culture de la variété de riz hybride à haut rendement Hsinshweli a été récemment encouragée par les autorités dans la région.

## Hydroélectricité
La Birmanie et la Chine ont signé en août 2003 un contrat pour un projet hydroélectrique. Un barrage est en construction sur la Shweli près de Namkham, pour fournir de l'électricité à Kyaukme, Hsipaw, Lashio et Namtu. Nommé Shweli 1, il produira 600 MW.